# Monaster św. Sylwana z Atosu w Saint-Mars-de-Locquenay
Monaster św. Sylwana z Atosu – prawosławny klasztor w Saint-Mars-de-Locquenay, założony w 1990, działający do 2018 r. w jurysdykcji Zachodnioeuropejskiego Egzarchatu Parafii Rosyjskich Patriarchatu Konstantynopolitańskiego, a następnie w Arcybiskupstwie Zachodnioeuropejskich Parafii Tradycji Rosyjskiej Patriarchatu Moskiewskiego. 
Monaster powstał 1 sierpnia 1990 z inicjatywy hieromnicha Symeona, do tej pory kapłana pracującego w paryskiej parafii Ikony Matki Bożej „Wszystkich Strapionych Radość” i św. Genowefy. Początkowo wspólnota monastyczna składała się z założyciela oraz dwóch posłuszników, którzy zamieszkali w opuszczonych budynkach po gospodarstwie rolnym. Mnisi sami dokonali ich remontu i urządzili w jednym z budynków cerkiew, zaś w piwnicach – kaplicę. Na terenie monasteru powstał również niewielki dom pielgrzyma. Głównym celem pielgrzymkowym jest cudowna ikona, wariant Tichwińskiej Ikony Matki Bożej, przywieziona przez przełożonego klasztoru z Moskwy w 2005. 
Obecnie cała wspólnota liczy 17 osób i składa się zarówno z mnichów, jak i mniszek, mieszkających w osobnych budynkach.